# Anomoia
Anomoia är ett släkte av tvåvingar. Anomoia ingår i familjen borrflugor.

## Dottertaxa tillAnomoia, i alfabetisk ordning[1][2]
- Anomoia alboscutellata
- Anomoia amamioshimaensis
- Anomoia apicalis
- Anomoia approximata
- Anomoia asiatica
- Anomoia belliata
- Anomoia bivittata
- Anomoia brunneifemur
- Anomoia connexa
- Anomoia distincta
- Anomoia electa
- Anomoia emeia
- Anomoia expressa
- Anomoia flavifemur
- Anomoia formosana
- Anomoia immsi
- Anomoia klossi
- Anomoia leucochila
- Anomoia malaisei
- Anomoia melanobasis
- Anomoia melanopoda
- Anomoia melanopsis
- Anomoia mirabilis
- Anomoia modica
- Anomoia nigrithorax
- Anomoia okinawaensis
- Anomoia proba
- Anomoia purmunda
- Anomoia pusilla
- Anomoia quadrivittata
- Anomoia solennis
- Anomoia steyskali
- Anomoia tranquilla
- Anomoia vana
- Anomoia vulgaris
- Anomoia yunnana
- Anomoia zoseana